# Cingle de Sant Cosme
El Cingle de Sant Cosme, és una cinglera del terme municipal de Tremp, del Pallars Jussà, dins de l'antic terme de Sapeira.
Està situat en el vessant meridional de la muntanya de Sant Cosme, a la dreta del barranc d'Escarlà, damunt de la Solana del Corral de Cucurrell.